# Nguyễn Phúc Nhàn Thận
Nguyễn Phúc Nhàn Thận (chữ Hán: 阮福嫻慎; 1822 – 3 tháng 10 năm 1849), phong hiệu Quỳnh Lâm Công chúa (瓊林公主), là một công chúa con vua Minh Mạng nhà Nguyễn trong lịch sử Việt Nam.

## Tiểu sử
Hoàng nữ Nhàn Thận sinh năm Nhâm Ngọ (1822), là con gái thứ 14 của vua Minh Mạng, mẹ là Cung nhân Trần Thị Nhạn. Theo Nguyễn Phúc Tộc thế phả thì mẹ của công chúa Nhàn Thận là bà Trần Thị Nhạn, còn Đại Nam liệt truyện lại chép họ mẹ của công chúa là Nguyễn Văn (không rõ tên).
Năm Thiệu Trị thứ 5 (1845),  công chúa Nhàn Thận lấy chồng là Phò mã Đô úy Nguyễn Tăng Dũng, người Phong Điền, Thừa Thiên Huế, con trai của Chưởng phủ Vân Hội nam Nguyễn Tăng Minh. Cả hai có với nhau một người con trai. Năm Tự Đức thứ 19 (1866), Bính Dần, phò mã Dũng mất.
Năm Tự Đức thứ 2 (1849), Kỷ Dậu, ngày 17 tháng 8 (âm lịch), công chúa Nhàn Thận mất, hưởng dương 28 tuổi, được truy tặng làm Quỳnh Lâm Công chúa (瓊林公主), thụy là Trang Tuệ (莊慧). Tẩm mộ của bà được táng tại Dương Xuân Hạ (nay thuộc địa phận phường Thủy Xuân, thành phố Huế). Tẩm mộ nhỏ hơn, không có bia, táng cạnh lăng công chúa Nhàn Thận được cho là của phò mã Dũng.
Năm Tự Đức thứ 18 (1865), công chúa Nhàn Thận được thờ ở hậu từ đền Triển Thân, năm Hàm Nghi thứ nhất (1885) được hợp thờ ở đền Thân Huân.